# Liste des circonscriptions législatives d'Eure-et-Loir
Le département français d'Eure-et-Loir est, selon les régimes, constitué de deux à cinq circonscriptions législatives.

## Historique des découpages

### 2eRestauration (1815-1830)
Initié en 1820, le découpage des circonscriptions législatives est finalisé par la « Loi adoptée par les Chambres et Sanctionnée par le Roi le 16 mai 1821 ». Ainsi, dans le département d'Eure-et-Loir, la mise en œuvre de ce découpage n'intervient que pour les élections de 1824. Il restera en vigueur pour les élections de 1827 et 1830.
Pour la première fois, ce découpage électoral s'affranchit de la division du département en arrondissement administratif : les deux circonscriptions électorales créées (ou arrondissements électoraux) regroupent des cantons appartenant à plusieurs arrondissements administratifs :
- Le 1er arrondissement électoral de Chartres regroupe 6 cantons de l'arrondissement administratif de Chartres (Auneau, Chartres-Nord, Chartres-Sud, Janville, Maintenon et Voves) et les 5 cantons de l'arrondissement administratif de Châteaudun (Bonneval, Brou, Châteaudun, Cloyes, Orgères) ;
- le 2e arrondissement électoral de Nogent-le-Rotrou regroupe 2 cantons de l'arrondissement administratif de Chartres (Courville et Illiers), les 4 cantons de l'arrondissement administratif de Nogent-le-Rotrou (Authon, La Loupe, Nogent-le-Rotrou, Thiron de Gardais) et les 7 de celui de Dreux (Anet, Brezolles, Châteauneuf, Dreux, La Ferté-Vidame, Nogent Roulebois, Senonches).

Carte électorale de 1821
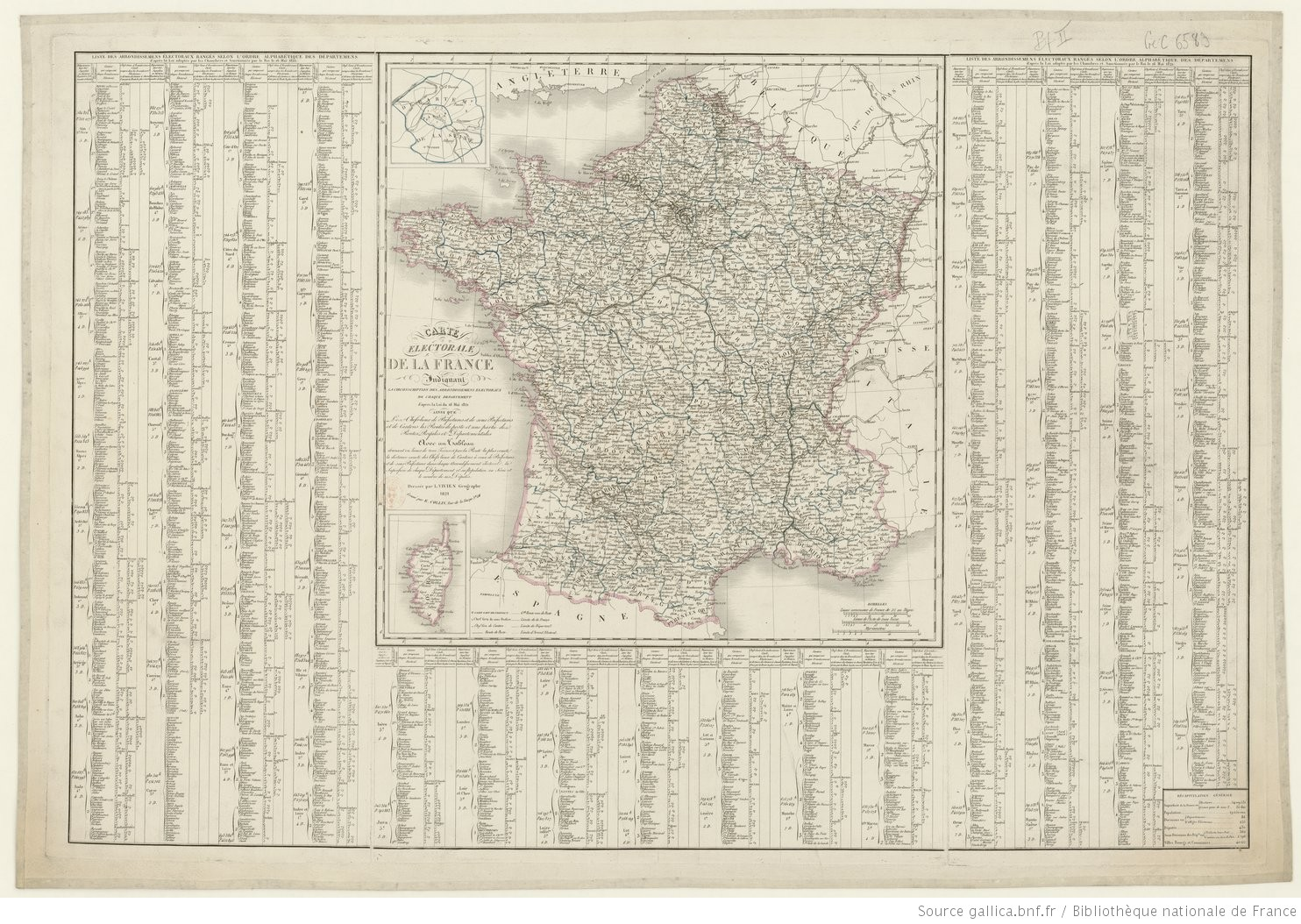
Carte électorale de France de Vivien de Saint Martin Louis publiée en 1821.
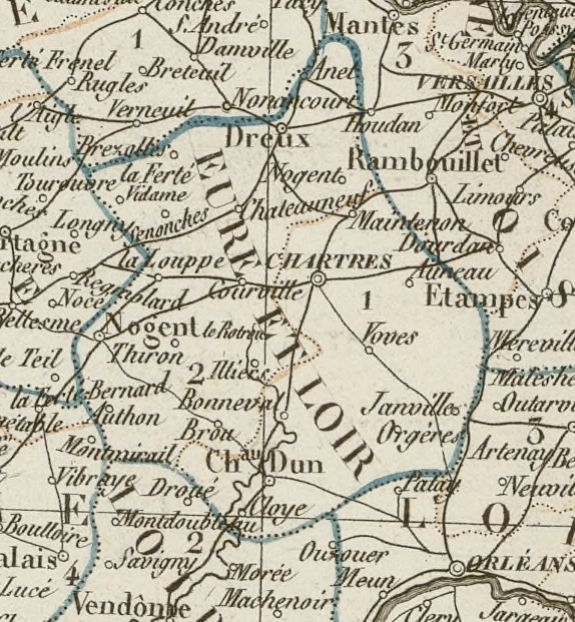
Détail : carte du département d'Eure-et-Loir.
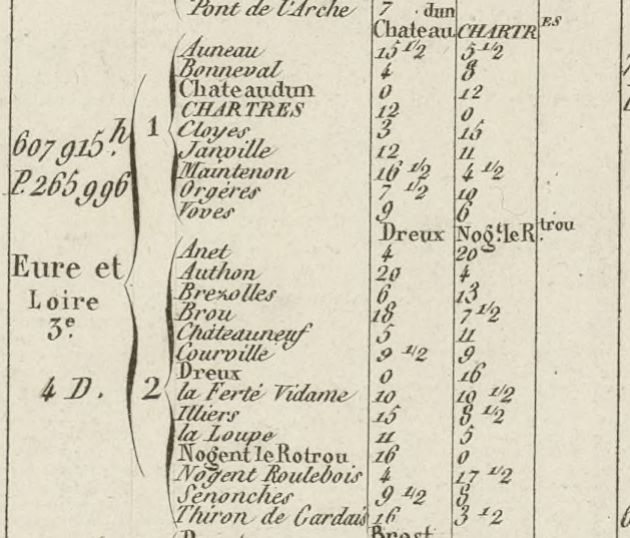
Détail : cantons des circonscriptions d'Eure-et-Loir (et non Eure-et-Loire !).

### Monarchie de Juillet (1830-1848)
Le nombre de circonscriptions du département s'élève de 2 à 4.
| N° | Arrondissements électoraux | Électeurs en 1830 | Population en 1831 | Commentaires                   |
| -- | -------------------------- | ----------------- | ------------------ | ------------------------------ |
| 1  | Chartres                   | 491               | 103 158            | Un électeur pour 210 habitants |
| 2  | Châteaudun                 | 202               | 58 520             | Un électeur pour 290 habitants |
| 3  | Dreux                      | 232               | 70 920             | Un électeur pour 306 habitants |
| 4  | Nogent-le-Rotrou           | 120               | 45 174             | Un électeur pour 376 habitants |

Détails de la carte électorale de 1931.
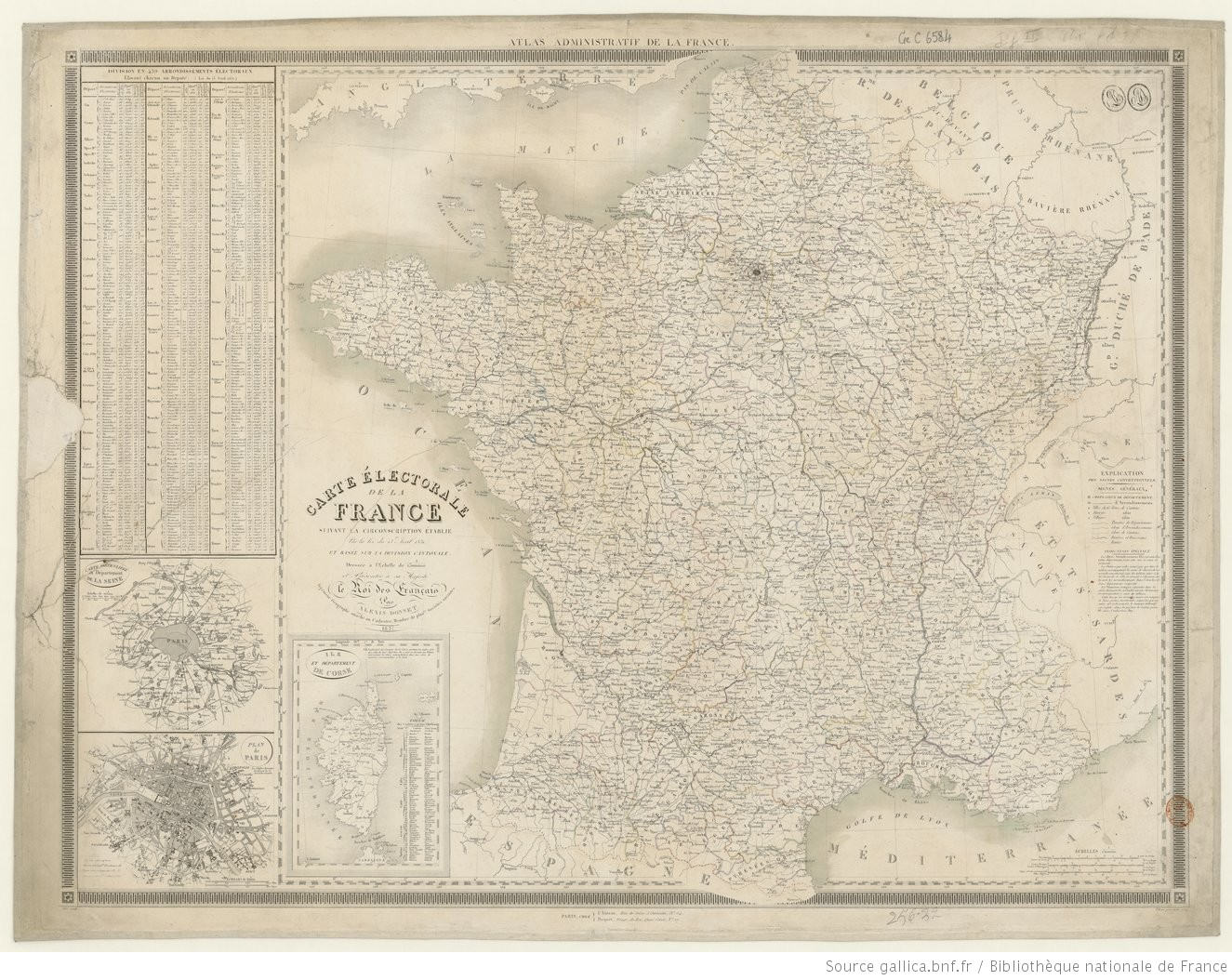
Carte de France.
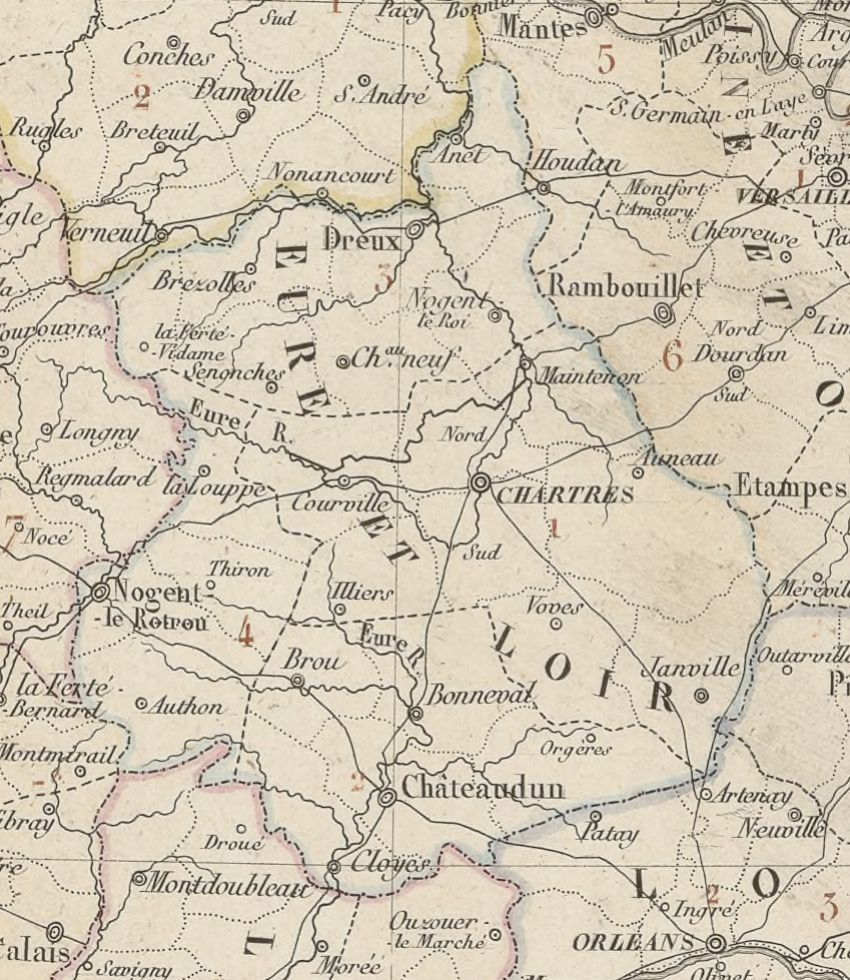
Extrait : Eure-et-Loir.
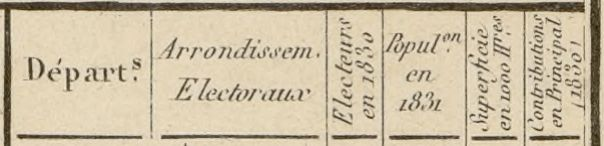
Intitulé des colonnes.
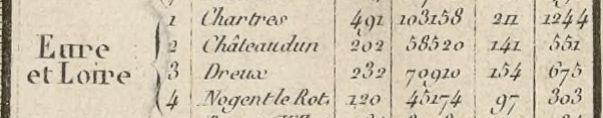
Chiffres d'Eure-et-Loir (et non Eure-et-Loire !).

### Second Empire (1852-1871)
L'élection des députés au Corps législatif est régi par l'article premier du décret organique du 2 février 1852 : « Chaque département aura un député à raison de trente cinq mille électeurs ; néanmoins, il est attribué un député de plus à chacun des départements dans lesquels le nombre excédant des électeurs s'élève à vingt-cinq mille ».
Le département d'Eure-et-Loir ayant 86 123 électeurs (élections du 29 février 1852), il lui est attribué deux députés et le département est divisé, par voie de conséquence, en deux circonscriptions.

### IIIeRépublique (1871-1942)
En 1875, l'arrondissement de Chartres comptant plus de 100 000 habitants, deux circonscriptions électorales sont créées dans cet arrondissement administratif :
- Première circonscription : cantons de Chartres-Nord, Chartres-Sud et Maintenon ;
- Deuxième circonscription : cantons d'Auneau, Courville, Illiers, Janville et Voves.

## VeRépublique (1958- )
Le département français d'Eure-et-Loir est, sous la Cinquième République, constitué de trois circonscriptions législatives de 1958 à 1986, puis de quatre circonscriptions depuis le redécoupage de 1986, ce nombre étant maintenu lors du redécoupage de 2010, entré en application à compter des élections législatives de 2012.

### Présentation
Par ordonnance du 13 octobre 1958 relative à l'élection des députés à l'Assemblée nationale, le département d'Eure-et-Loir est d'abord constitué de trois circonscriptions électorales.
Lors des élections législatives de 1986 qui se sont déroulées selon un mode de scrutin proportionnel à un seul tour par listes départementales, le nombre de sièges d'Eure-et-Loir a été porté de trois à quatre.
Le retour à un mode de scrutin uninominal majoritaire à deux tours en vue des élections législatives de 1988, a maintenu ce nombre de quatre sièges,, selon un nouveau découpage électoral.
Le redécoupage des circonscriptions législatives françaises de 2010 et entrant en application à compter des élections législatives de juin 2012, n'a modifié ni le nombre ni la répartition des circonscriptions d'Eure-et-Loir.

### Composition des circonscriptions

#### Composition des circonscriptions de 1958 à 1986
À compter de 1958, le département d'Eure-et-Loir comprend trois circonscriptions regroupant les cantons suivants :.
- 1re circonscription : Auneau, Chartres-Nord, Chartres-Sud, Janville, Orgères-en-Beauce, Voves ;
- 2e circonscription : Anet, Brezolles, Châteauneuf-en-Thymerais, Courville-sur-Eure, Dreux, La Ferté-Vidame, Maintenon, Nogent-le-Roi, Senonches ;
- 3e circonscription : Authon-du-Perche, Bonneval, Brou, Châteaudun, Cloyes-sur-le-Loir, Illiers-Combray, La Loupe, Nogent-le-Rotrou, Thiron.

#### Composition des circonscriptions depuis 1988
À compter du découpage de 1986, le département d'Eure-et-Loir comprend quatre circonscriptions regroupant les cantons suivants :
- 1re circonscription : Chartres-Nord-Est, Chartres-Sud-Est, Chartres-Sud-Ouest, Maintenon, Nogent-le-Roi ;
- 2e circonscription : Anet, Brezolles, Châteauneuf-en-Thymerais, Dreux-Est, Dreux-Ouest, Dreux-Sud, La Ferté-Vidame, Senonches ;
- 3e circonscription : Authon-du-Perche, Courville-sur-Eure, Illiers-Combray, La Loupe, Lucé, Mainvilliers, Nogent-le-Rotrou, Thiron ;
- 4e circonscription : Auneau, Bonneval, Brou, Châteaudun, Cloyes-sur-le-Loir, Janville, Orgères-en-Beauce, Voves.

À la suite du redécoupage des cantons de 2014, les circonscriptions législatives ne sont plus composées de cantons entiers mais continuent à être définies selon les limites cantonales en vigueur en 2010. Les circonscriptions sont ainsi composées des cantons actuels suivants :
- 1re circonscription : cantons d'Auneau (5 communes), Chartres-1, Chartres-2 (sauf commune de La Bourdinière-Saint-Loup), Chartres-3 (partie de Chartres), Dreux-2 (7 communes), Epernon et Lucé (3 communes), commune de Boutigny-Prouais
- 2e circonscription : cantons d'Anet (sauf commune de Boutigny-Prouais), Dreux-1, Dreux-2 (5 communes et partie de Dreux) et Saint-Lubin-des-Joncherets
- 3e circonscription : cantons de Brou (19 communes), Chartres-3 (sauf partie de Chartres), Illiers-Combray (sauf communes de Mottereau, Saint-Avit-les-Guespières et Vieuvicq), Lucé (3 communes) et Nogent-le-Rotrou, commune de la Bourdinière-Saint-Loup
- 4e circonscription : cantons d'Auneau (27 communes), Brou (5 communes), Châteaudun et Villages-Vovéens, communes de Mottereau, Saint-Avit-les-Guespières et Vieuvicq